# 梅溪湖金茂大厦

梅溪湖金茂大廈，是中國長沙市的一座摩天大樓，位于湘江新區梅溪湖國際新城，高318公尺、62層樓，於2020年動工、2024年完工，是長沙第四高樓，该项目由湘江集团和金茂集团共同运营管理。